# Mimohyagnis tuberculatus
Mimohyagnis tuberculatus är en skalbaggsart som beskrevs av Stefan von Breuning 1940. Mimohyagnis tuberculatus ingår i släktet Mimohyagnis och familjen långhorningar. Inga underarter finns listade i Catalogue of Life.